# Francisco Venegas (futbolista)
Francisco Eduardo Venegas Moreno (Acámbaro, Guanajuato, México, 16 de julio de 1998) es un futbolista mexicano. Juega como defensa central, lateral izquierdo o centrocampista de contención y su actual equipo es el Mazatlán Fútbol Club de la Primera División de México.

## Estadísticas
| Club                              | Div           | Temporada     | Liga  | Liga  | Liga   | Copas nacionales(1) | Copas nacionales(1) | Copas nacionales(1) | Torneos internacionales | Torneos internacionales | Torneos internacionales | Total | Total | Total  | Media goleadora |
| Club                              | Div           | Temporada     | Part. | Goles | Asist. | Part.               | Goles               | Asist.              | Part.                   | Goles                   | Asist.                  | Part. | Goles | Asist. | Media goleadora |
| --------------------------------- | ------------- | ------------- | ----- | ----- | ------ | ------------------- | ------------------- | ------------------- | ----------------------- | ----------------------- | ----------------------- | ----- | ----- | ------ | --------------- |
| C.F. Pachuca · México             |               |               |       |       |        |                     |                     |                     |                         |                         |                         |       |       |        |                 |
| 1.ª                               | A-2016        | 2             | 0     | 0     | 0      | 0                   | 0                   | 1                   | 0                       | 0                       | 3                       | 0     | 0     | 0,0    |                 |
| Total club                        | Total club    | 2             | 0     | 0     | 0      | 0                   | 0                   | 1                   | 0                       | 0                       | 3                       | 0     | 0     | 0,0    |                 |
| Everton · Chile                   |               |               |       |       |        |                     |                     |                     |                         |                         |                         |       |       |        |                 |
| 1.ª                               | 2017          | 11            | 1     | 0     | 1      | 0                   | 0                   | 0                   | 0                       | 0                       | 12                      | 1     | 0     | 0,09   |                 |
| 1.ª                               | 2018          | 16            | 2     | 1     | 3      | 0                   | 0                   | 0                   | 0                       | 0                       | 19                      | 0     | 1     | 0,0    |                 |
| Total club                        | Total club    | 27            | 3     | 1     | 4      | 0                   | 0                   | 0                   | 0                       | 0                       | 31                      | 3     | 1     | 0,06   |                 |
| Tigres UANL · México              |               |               |       |       |        |                     |                     |                     |                         |                         |                         |       |       |        |                 |
| 1.ª                               | C-2019        | 8             | 2     | 0     | 0      | 0                   | 0                   | 0                   | 0                       | 0                       | 8                       | 2     | 0     | 0,25   |                 |
| Total club                        | Total club    | 8             | 2     | 0     | 0      | 0                   | 0                   | 0                   | 0                       | 0                       | 8                       | 2     | 0     | 0,25   |                 |
| Total carrera                     | Total carrera | Total carrera | 42    | 5     | 1      | 1                   | 0                   | 0                   | 1                       | 0                       | 0                       | 42    | 5     | 1      | 0,11            |
| (1)Incluye datos de la Copa Chile |               |               |       |       |        |                     |                     |                     |                         |                         |                         |       |       |        |                 |

## Palmarés

### Títulos nacionales
| Título  | Club        | País   | Año  |
| ------- | ----------- | ------ | ---- |
| Liga MX | Tigres UANL | México | 2019 |

### Títulos internacionales
| Título                           | Club        | Sede    | Año  |
| -------------------------------- | ----------- | ------- | ---- |
| Liga de Campeones de la Concacaf | Tigres UANL | Orlando | 2020 |